# العلاقات الأرمينية المدغشقرية
العلاقات الأرمينية المدغشقرية هي العلاقات الثنائية التي تجمع بين أرمينيا ومدغشقر.

## مقارنة بين البلدين
هذه مقارنة عامة ومرجعية للدولتين:
| وجه المقارنة                                              | أرمينيا                    | مدغشقر                      |
| --------------------------------------------------------- | -------------------------- | --------------------------- |
| المساحة (كم2)                                             | 29.74 ألف                  | 587.04 ألف                  |
| عدد السكان (نسمة)                                         | 2.93 مليون                 | 25.57 مليون                 |
| الكثافة السكانية (ن./كم²)                                 | 98.52                      | 43.56                       |
| العاصمة                                                   | يريفان                     | أنتاناناريفو                |
| اللغة الرسمية                                             | لغة أرمنية                 | اللغة الملغاشية، لغة فرنسية |
| العملة                                                    | درام أرميني                | أرياري مدغشقري              |
| الناتج المحلي الإجمالي (بليون دولار)                      | 11.54 مليار                | 11.50 مليار                 |
| الناتج المحلي الإجمالي (تعادل القوة الشرائية) بليون دولار | 25.41 مليار                | 35.51 مليار                 |
| الناتج المحلي الإجمالي الاسمي للفرد دولار أمريكي          | 3.49 ألف                   | 401                         |
| الناتج المحلي الإجمالي للفرد دولار أمريكي                 | 8.07 ألف                   | 1.44 ألف                    |
| مؤشر التنمية البشرية                                      | 0.743                      | 0.510                       |
| رمز المكالمات الدولي                                      | +374                       | +261                        |
| رمز الإنترنت                                              | .am، .հայ ‏                 | .mg                         |
| المنطقة الزمنية                                           | ت ع م+04:00، توقيت أرمينيا | ت ع م+03:00                 |

## مدن متوأمة
في ما يلي قائمة باتفاقيات التوأمة بين مدن أرمينية ومدغشقرية:
- ترتبط يريفان مع أنتاناناريفو باتفاقية توأمة منذ 1998.[14][14][14][14]

## منظمات دولية مشتركة
يشترك البلدان في عضوية مجموعة من المنظمات الدولية، منها:
| علم المنظمة | اسم المنظمة                               | تاريخ انضمام أرمينيا | تاريخ انضمام مدغشقر |
| ----------- | ----------------------------------------- | -------------------- | ------------------- |
|             | مؤسسة التنمية الدولية                     | 25 أغسطس 1993        | 25 سبتمبر 1963      |
|             | يونسكو                                    | 9 يونيو 1992         | 10 نوفمبر 1960      |
|             | وكالة ضمان الاستثمار متعدد الأطراف        | 5 ديسمبر 1995        | 8 يونيو 1988        |
|             | الأمم المتحدة                             | 2 مارس 1992          | 20 سبتمبر 1960      |
|             | الفريق المعني برصد الأرض                  | ?                    | ?                   |
|             | الاتحاد البريدي العالمي                   | ?                    | ?                   |
|             | البنك الدولي للإنشاء والتعمير             | 16 سبتمبر 1992       | 25 سبتمبر 1963      |
|             | الاتحاد الدولي للاتصالات                  | 30 يونيو 1992        | 11 مايو 1961        |
|             | منظمة حظر الأسلحة الكيميائية              | ?                    | ?                   |
|             | مؤسسة التمويل الدولية                     | 18 أبريل 1995        | 27 سبتمبر 1963      |
|             | المركز الدولي لتسوية المنازعات الاستشارية | 16 أكتوبر 1992       | 14 أكتوبر 1966      |
|             | منظمة التجارة العالمية                    | 5 فبراير 2003        | ?                   |
|             | منظمة الشرطة الجنائية الدولية             | ?                    | ?                   |

## وصلات خارجية
- موقع وزارة الخارجية الأرمينية